# Tissot Velodrome
Das Tissot Velodrome ist eine Mehrzweckhalle mit Radrennbahn in der Schweizer Gemeinde Grenchen im Kanton Solothurn.
Bis zum Dezember 2016 trug es den Namen Velodrome Suisse.

## Beschreibung
Die Halle umfasst eine Fläche von 8000 Quadratmetern. Die Radrennbahn selbst ist 250 Meter lang, aus Sibirischer Fichte und wurde dem Standard der UCI entsprechend angelegt. Die Kurven weisen eine maximale Überhöhung von 46 Grad auf, die Bahn ist sieben Meter breit. Primär dient der Bau als Ausbildungsstätte für den Bahnradsport-Nachwuchs und als Trainingscenter für den Schweizer Radsport und steht auch Hobby-Fahrern zur Verfügung. Nebst dem Trainingsbetrieb werden auch Wettkämpfe ausgetragen. Der Innenraum entspricht einer Dreifach-Sportspielfläche, die auch für andere Sportarten, Messen, Konzerte und weitere Anlässe aus dem Sport-, Kultur- und Wirtschaftsbereich genutzt werden kann. Auf den Tribünen finden 1'900 Zuschauer Platz. Zudem beherbergt das Velodrome Suisse einen Fitnessraum, ein Leistungszentrum mit Arzt- und Physiopraxis, den BMC Concept Store, Restaurant und Catering sowie 30 Hotelbetten. Der Schweizer Radsportverband Swiss Cycling nutzt zudem einen Teil der Büroräumlichkeiten als Zentrale. Das Velodrom befindet sich zwischen zwei Stadien für Fussball und Leichtathletik, direkt gegenüber der Firmenzentrale des Initiators und am 18. April 2018 verstorbenen Schweizer Unternehmers Andy Rihs, ehemaliger Besitzer der Fahrradmarke BMC.
Das 17,5 Mio. CHF umfassende Bauprojekt wurde sowohl aus öffentlicher als auch aus privater Hand (Donatoren) finanziert. Das Velodrome Suisse ist neben dem World Cycling Centre des Weltradsportverbandes Union Cycliste Internationale in Aigle die zweite moderne Hallenradrennbahn in der Schweiz. Die Halle wurde nach Minergie-Standard gebaut und von einer speziell zu diesem Zweck gegründeten Stiftung errichtet, deren Vorsitzender Rihs war, der sich selbst mit zwei Millionen Franken engagierte. Am 23. Juni 2013 wurde das Velodrome mit einem „Tag der offenen Tür“ offiziell eröffnet.
Seit dem 1. Januar 2017 trägt die Halle den Namen Tissot Velodrome.

## Sportliche Ereignisse
2013 endete die zweite Etappe der Tour de Romandie am Velodrome Suisse. Am 18. September 2014 stellte Jens Voigt im Velodrome Suisse mit 51,115 km einen neuen Stundenweltrekord auf. Am 8. Februar 2015 verbesserte der Australier Rohan Dennis den zwischenzeitlich von Matthias Brändle aufgestellten Stundenweltrekord auf eine neue Marke von 52,491 Kilometern.
Vom 14. bis 18. Oktober 2015 fanden hier die Bahn-Europameisterschaften statt. Dabei stellte die Russin Anastassija Woinowa im 500-Meter-Zeitfahren mit 32,794 Sekunden einen neuen Weltrekord auf. 2017 verbesserte Christoph Strasser hier den 24-Stunden-Bahn-Weltrekord auf 941,873 km. Ebenfalls im Jahre 2017 stellte Heinz Frei, der damals 59-jährige Schweizer-Paracyclist, eine neue Stundenweltbestleistung mit dem Handbike, über 40,821 Kilometer auf.
2020 stellte der Schweizer Claudio Imhof am 18. September einen neuen Schweizer-Stundenrekord mit 52,116 Kilometern auf. Am 30. September 2021 stellte die Britin Joscelin Lowden einen neuen Stundenweltrekord bei den Elite Frauen mit 48,405 Kilometern auf. Einen Tag später, am 1. Oktober 2021, überbot der Brite Dan Bigham britischen Stundenrekord: In einer Stunde fuhr er 54,723 Kilometer.
2021 war das Tissot Velodrome, anstelle der belarussischen Hauptstadt Minsk mit der Minsk-Arena, Schauplatz der Bahn-Europameisterschaften. In Folge der Proteste in Belarus wurde die EM in die Schweiz verlegt. In nur drei Monaten Vorbereitungszeit wurde der Grossanlass vom 5. bis 9. Oktober im Tissot Velodrome ausgetragen. Es wurden zahlreiche Rekorde gebrochen. Dabei stellten die Niederländerinnen im Teamsprint der Damen mit 46,759 Sekunden einen neuen Weltrekord auf. Im Schweizer Team gelang Claudio Imhof in der Einzelverfolgung der Herren mit 4:08,51 Minuten ein neuer Schweizer Rekord.
Im Jahr 2022 standen gleich vier Stundenrekorde an: Am 23. Mai verbesserte die Niederländerin Ellen van Dijk die Stundenrekordmarke von Joss Lowden mit fast einem Kilometer auf 49,254 Kilometer. Am 16. Juli stelle der Paracyclist Ewoud Vromant aus Belgien einen neuen Stundenweltrekord (MC2) über 46,521 Kilometer auf. Am 19. August 2022 überbot der Brite Dan Bigham den aktuellen Stundenweltrekord bei den Elite Männer mit 55,548 Kilometern. Knapp zwei Monate später wurde diese Marke von Filippo Ganna (ITA) mit 56,792 km geknackt.
Vom 8. bis 12. Februar 2023 fanden die Bahn-Europameisterschaften erneut im Velodrome von Grenchen statt. Auch diesmal wurden einige neue Bahnrekorde gefahren.

## Galerie

Das alte Logo des Velodrome Suisse
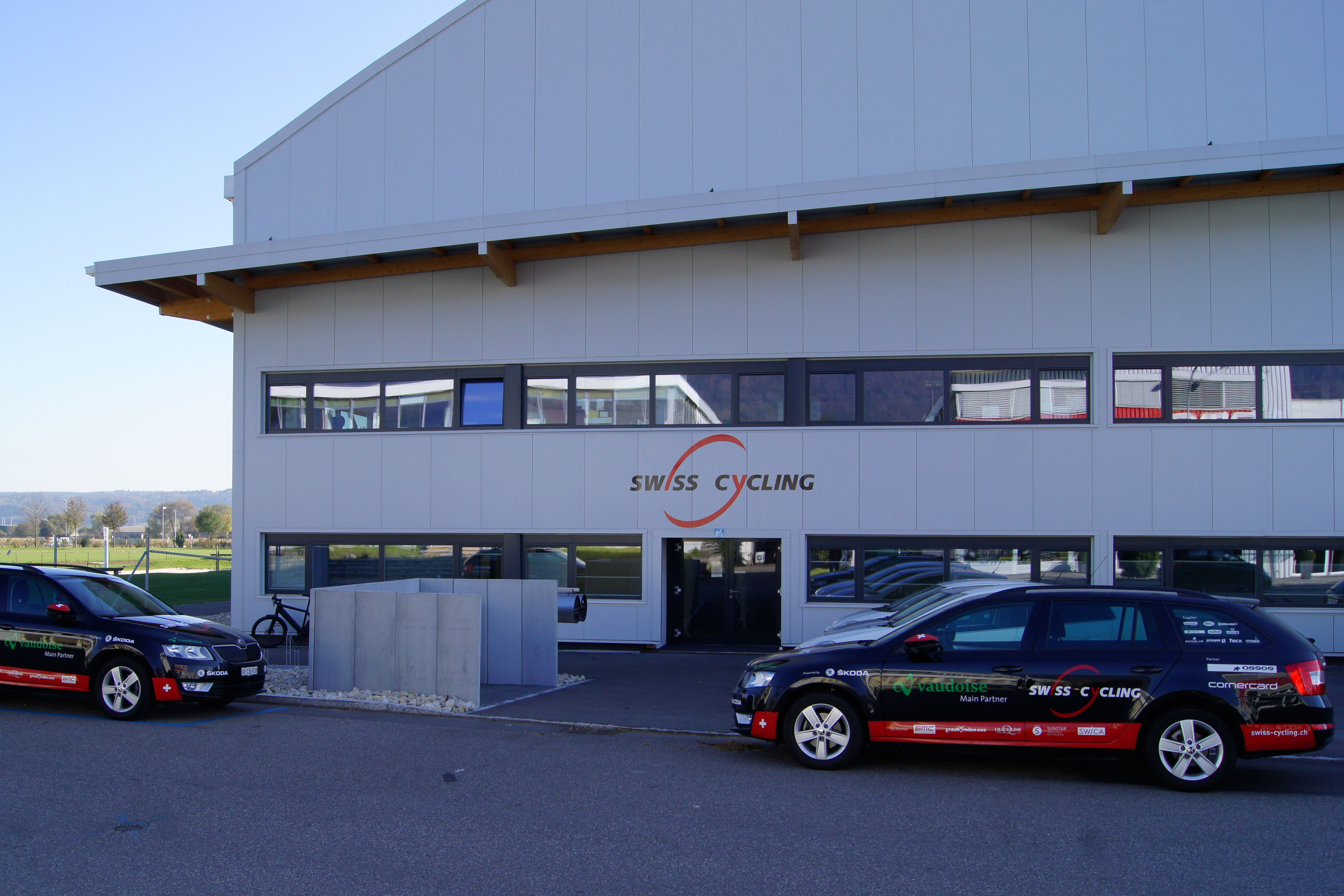
Geschäftsstelle des Verbands Swiss Cycling (Oktober 2014)
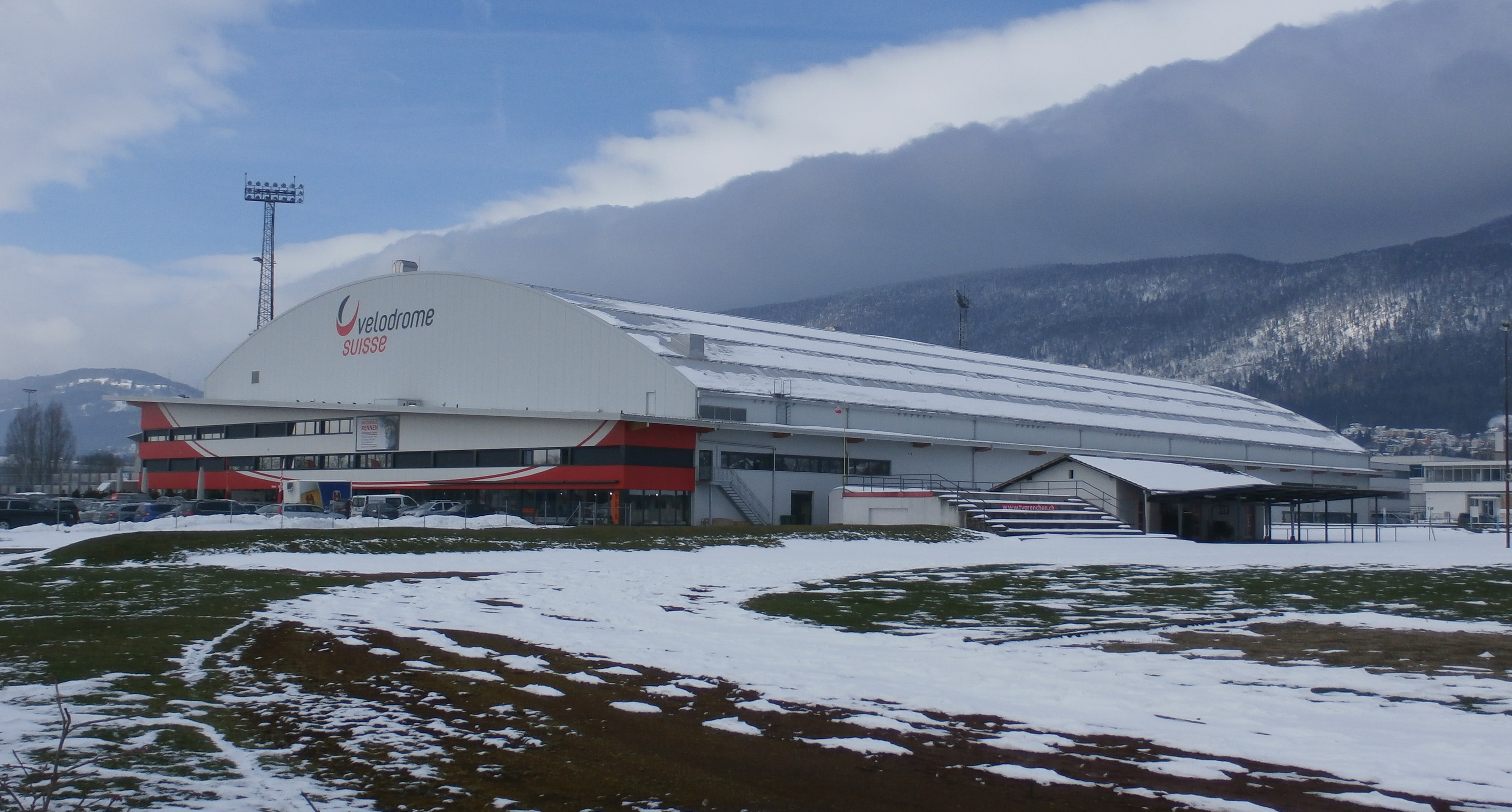
Aussenansicht des Velodrome im Februar 2015
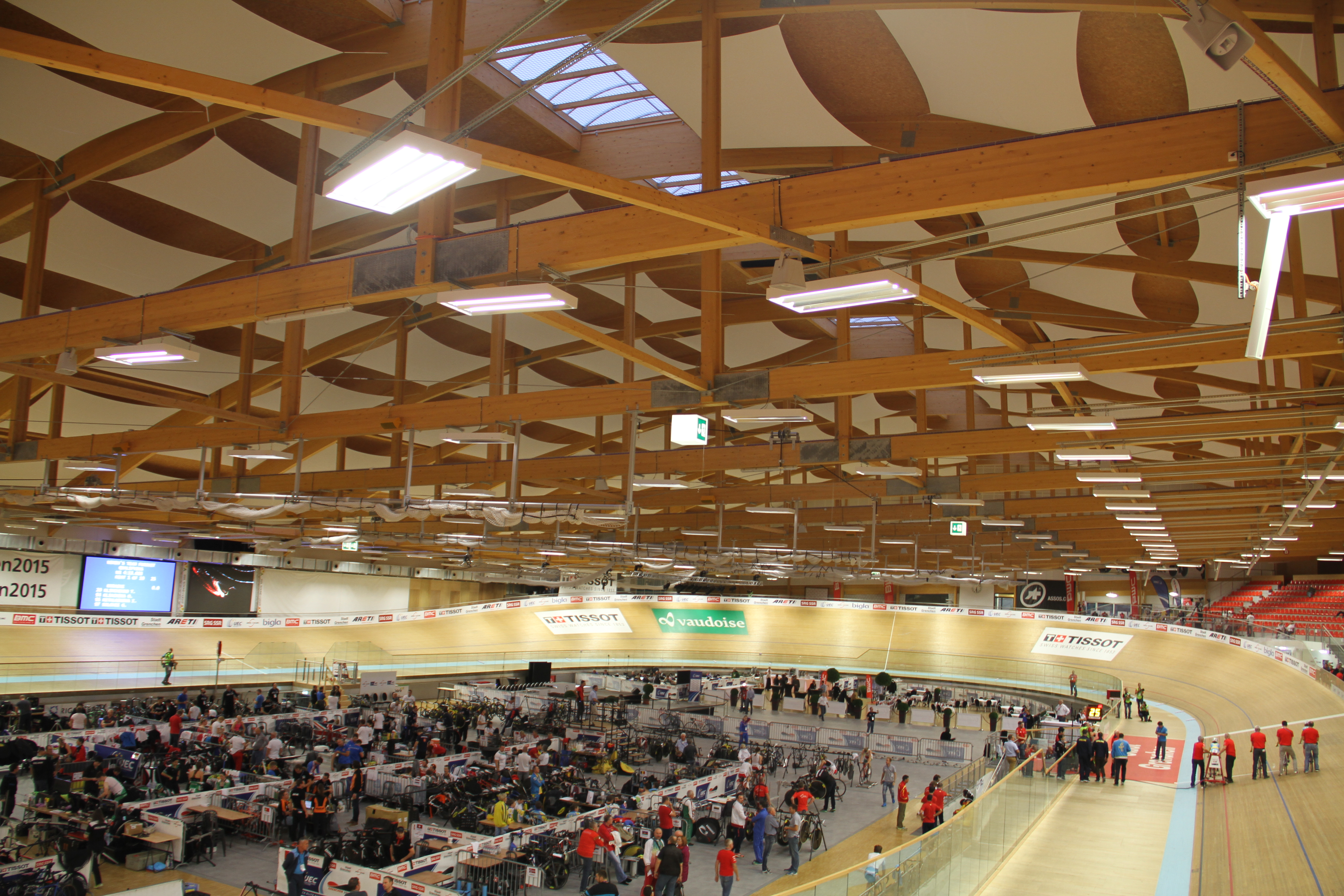
Der Innenraum mit der Dachkonstruktion (Oktober 2015)
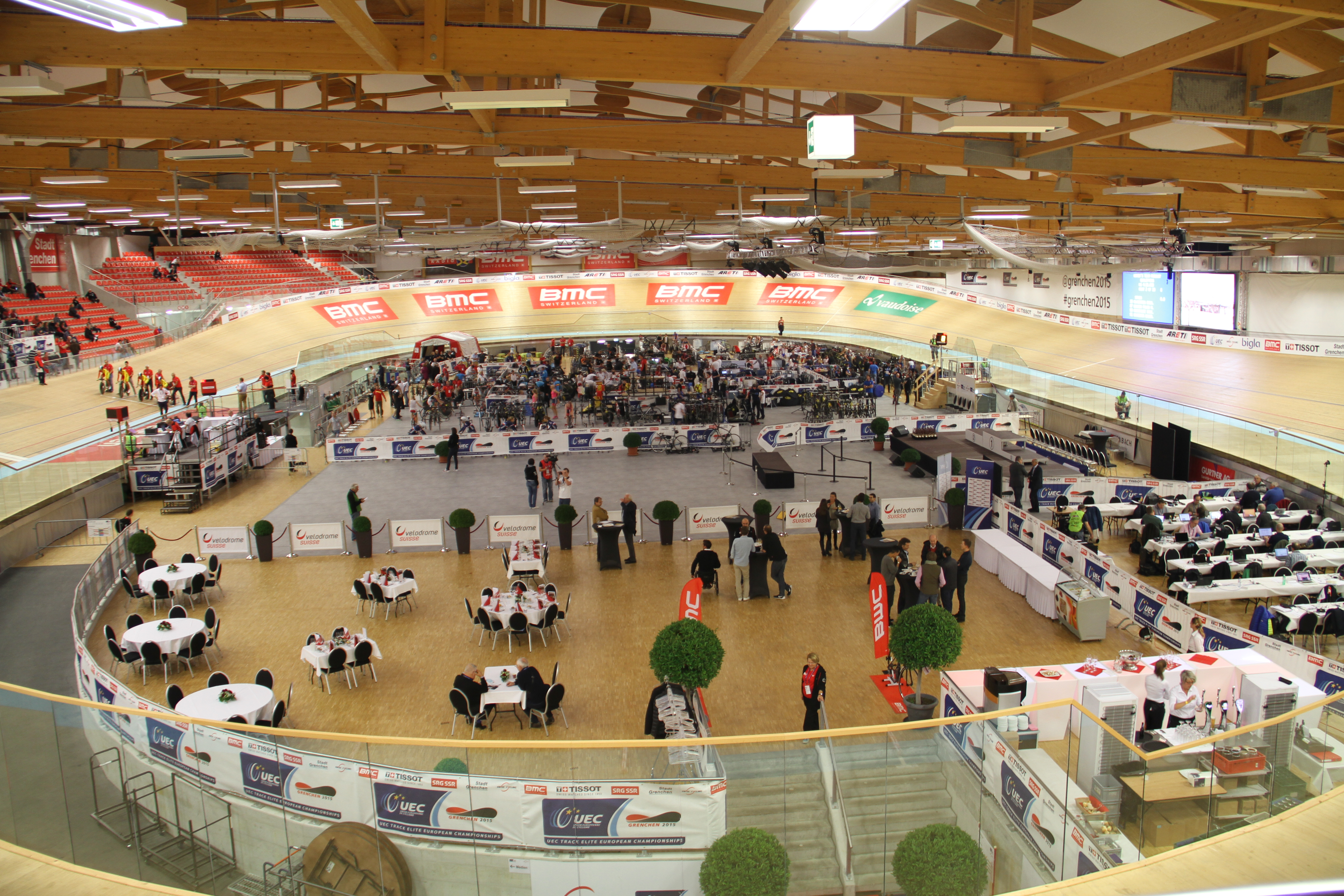
Innenansicht vor Beginn der UEC-Bahn-Europameisterschaften 2015
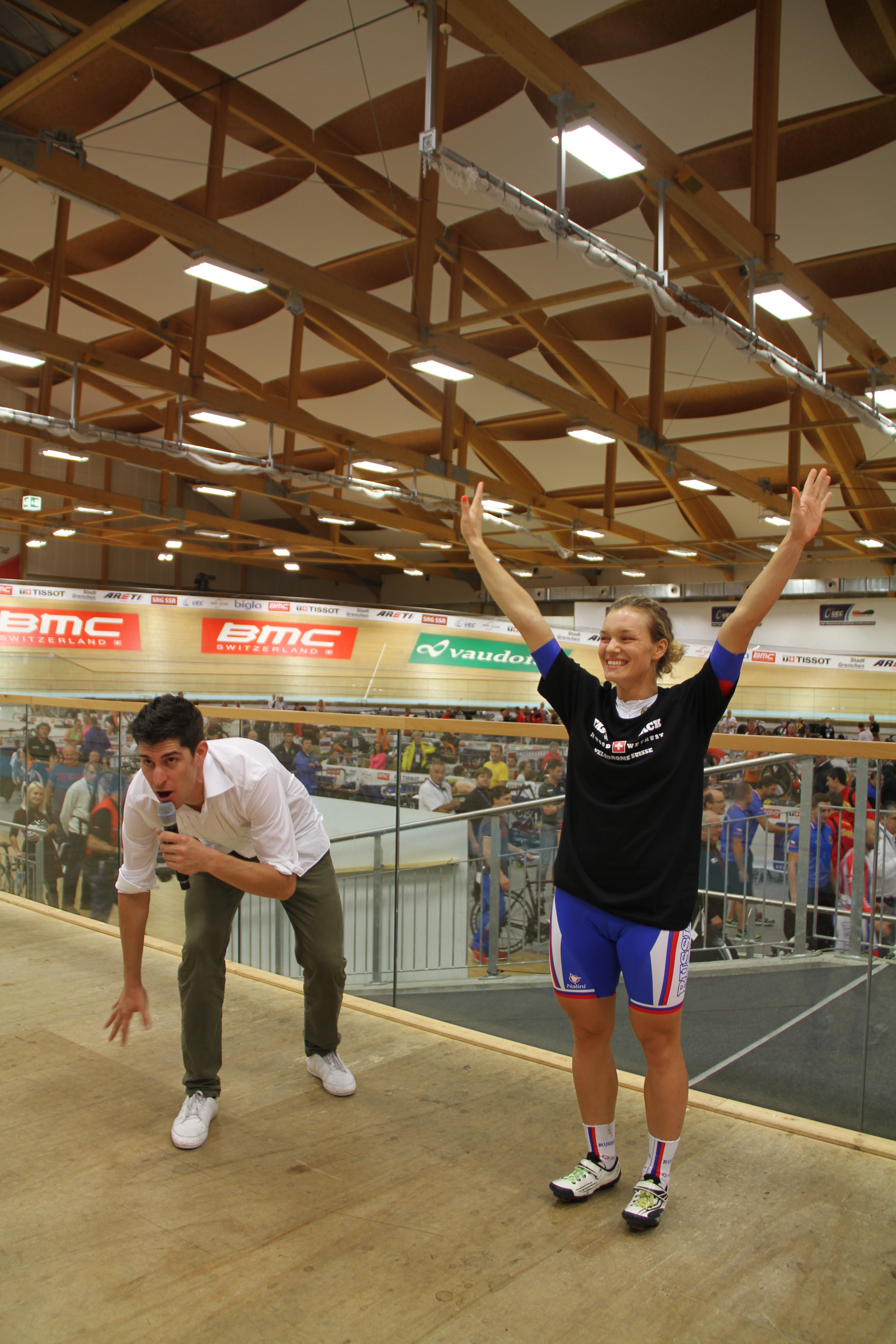
Die Russin Anastassija Woinowa wurde 2015 für ihren Weltrekord über 500 Meter gefeiert (l. Franco Marvulli)